# Prénoms slaves
 (décembre 2018).

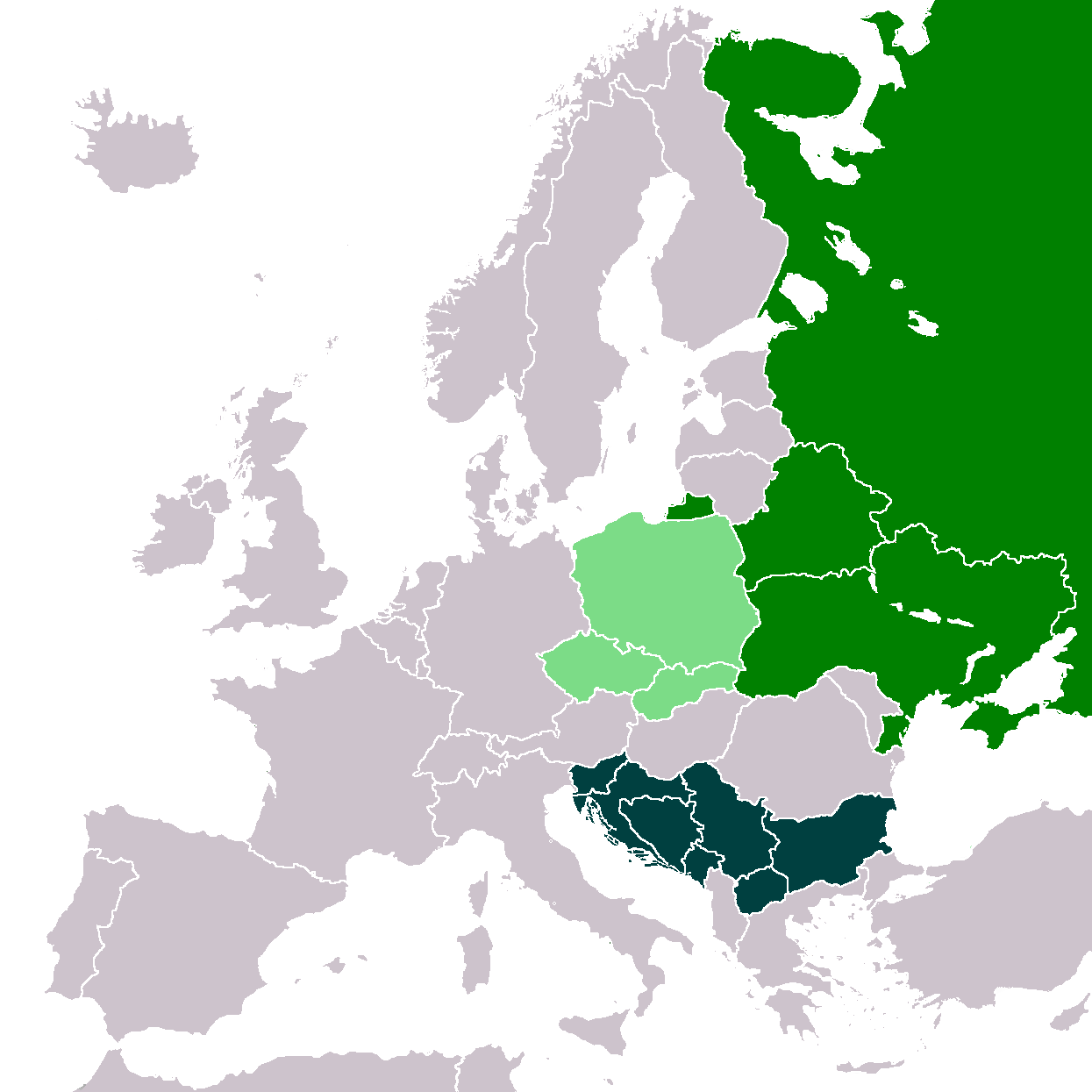
Les pays slaves.

Les prénoms slaves sont dérivés des langues slaves et sont très populaires dans les pays slaves comme la Biélorussie, la Bulgarie, la République tchèque, la Pologne, la Russie, la Serbie, la Slovaquie, la Slovénie, l'Ukraine, etc. Ils ont souvent un caractère pacifique ou guerrier et leur origine est souvent pré-chrétienne ou médiévale. À la différence d'autres cultures, ils ne se réfèrent pas directement aux dieux ou aux armes, probablement parce que les noms des dieux et des armements étaient tabous. La seule exception est Mieczysław, formé sur « miecz » (épée), et la famille des noms avec le préfixe/suffixe « bog/boh » (par exemple Bogdan) (influence du christianisme). Les prénoms slaves sont habituellement abstraits et décrivent le caractère de quelqu'un, expriment le vœu d'un avenir radieux ou le respect envers des membres de la famille.

## Histoire des prénoms slaves
Dans la vieille tradition pré-chrétienne, un enfant jusqu'à 7 ou 10 ans portait un prénom de « substitution » (par exemple : Niemój, « pas à moi » ; Nielub, « pas aimé ») qui diminuait l'importance d'un enfant et le protégeait des puissances mauvaises. La raison en était le taux élevé de mortalité d'enfants en bas âge à l'époque.
Un enfant qui a survécu à 7-10 ans était digne de soin et recevait le statut d'un adulte et un nouveau nom adulte pendant le rituel de la première coupe de cheveux.
Les prénoms slaves étaient dominants jusqu'au Concile de Trente (1545-63) quand l'église catholique a décidé que chaque chrétien devrait avoir le prénom de baptême au lieu d'un prénom indigène. En Pologne, la noblesse, particulièrement chez les protestants, a essayé de préserver des prénoms traditionnels, tels que Zbigniew et Jarosław, mais les gens du commun choisissaient seulement des prénoms du calendrier chrétien avec seulement peu de noms de saints d'origine slave comme : Kazimierz (Saint Casimir), Stanisław (Saint Stanislas), Wacław (Saint Venceslas) et Władysław (Saint Ladislaus). En plus, on a permis des noms qui se sont rapportés à Dieu (par exemple Bogdan, Bogumił).
Cette situation a duré jusqu'aux XIXe et XXe siècles, quand pendant les renaissances nationales les prénoms traditionnels ont gagné en popularité, particulièrement des noms de chefs et de héros historiques. Là ont été reconstruits beaucoup de prénoms oubliés comme : Bronisław, Bolesław, Dobiesław, Dobrosław, Jarosław, Mirosław, Przemysław, Radosław, Sławomir, Wiesław, Zdzisław, Zbigniew et des prénoms neufs ont été créés, par exemple Lechosław, Wieńczysław. De nos jours, des prénoms slaves traditionnels sont acceptés par l'église chrétienne et sont donnés au baptême de l'enfant.

## Exemples de signification des prénoms slaves
Les prénoms à lexème unique dérivent de mots de la vie quotidienne ou d'adjectifs, exemples:
| Les prénoms féminins : - Vera (foi), - Nadia (espoir), - Vesela (heureux), - Duša (âme), - Zlata (d'or), - Zora (aube), - Sveta (lumière, saint ou fort), - Mila (amour, aimé), - Dobra (bon), - Luba (amour, aimé), - Kveta, Cveta (fleur), - Vesna (ressort), - Slava (renommée, gloire), - Mira (paix), - Rada (heureux), - Brana (protégez), - Živa, Żywia (vivant), - Miluša (aimable), - Snežana (femme de neige), - Jagoda (baie), - Kalina (arbre de sorbe)... | Les prénoms masculins : - Vlad (règle, dirigeant), - Ognjen (le feu), - Dusan (âme), - Vuk (loup), - Radost (bonheur), - Miłosz (amour), - Borya (combat), - Zdravko (santé), - Dragan (très, aimé), - Gniewko (colère, furieux), - Darko (cadeau), - Nemanja (sans possession), - Nebojša (sans peur), - Goran (homme de montagne), - Lasota (homme de forêt), - Nayden (trouvé), - Plamen (le feu), - Yasen (frêne), - Mladen (jeune)... |

Des noms composés de deux lexèmes (préfixe et suffixe), exemples:
Notez que les équivalents féminins finissent habituellement dans la voyelle « a » (par exemple: Bogusław - Bogusława).
| Préfixe ou suffixe       | signification               | Exemples                                                    |
| ------------------------ | --------------------------- | ----------------------------------------------------------- |
| bog, boh, boż            | Dieu, riche, destin, chance | Bogna, Bogdan, Bogusław, Bożena, Bohumil, Bogomil           |
| bor                      | combat, combattant          | Boris, Sambor, Borzysław, Velibor, Ratibor                  |
| bron, bran, barn         | protégez, défendez          | Bronisław, Branimir, Barnim                                 |
| ciech, tech, tješ        | heureux, bonheur            | Wojciech, Sieciech, Božetech, Tješimir                      |
| dan, dar                 | cadeau, recevez             | Božidar, Damir, Slobodan                                    |
| dobro                    | qualité, bon                | Dobrogost, Dobroslav, Dobrawa                               |
| dom                      | maison                      | Domasław, Domoľub, Domamir                                  |
| drag, droh, droh         | très, aimé                  | Predrag, Dragan, Miłodrag, Dragoslav, Dragomir, Drogomysł   |
| gnev, hněv, gniew        | colère, furieux             | Zbigniew, Gniewomir, Spytihněv                              |
| gost                     | hôte                        | Radogost, Dobrogost, Gostomysł                              |
| jar                      | grave, fort                 | Jaromir, Jarosław, Jaropełk, Jarmila.                       |
| lub,ljub, l'ub           | amour, faveur               | Lubomir, Luboš, Lubovl, Ljupce[réf. nécessaire], Slavoljub  |
| lud, ljud                | gens, peuple                | Ludmila, Ludomir                                            |
| mil, mił                 | amour, faveur               | Milan, Milena, Milovan, Vlastimil, Miloš, Ludmila, Jarmila  |
| mir, měr, mierz          | paix, monde, prestige       | Casimir (de), Vladimir, Sławomir, Miroslav, Dragomir (de)   |
| mysl, mysł               | pensez                      | Premysl, Gostomysl, Przemysław                              |
| polk, pluk, pełk         | régiment                    | Svätopluk, Jaropolk, Jaropełk                               |
| rad                      | joie, au soin               | Radosław, Radomir, Radovan, Radmila, Milorad                |
| slav, sław               | renommée, gloire            | Jarosław, Stanislas, Ladislas, Boleslas, Bogusław, Zdzisław |
| svjat, svet, svät        | lumière, saint, fort        | Sviatoslav, Svätopluk, Svetlana                             |
| vjače, wence, vac, więce | plus, grand                 | Venceslas, Václav, Wiesław                                  |
| vlad, volod, wład        | règle, dirigeant            | Vladimir, Vladislas, Vladan, Władysław, Wsewolod            |
| voj, woj                 | guerre, guerrier            | Wojciech, Vojislav                                          |